# Naju
Naju (Naju-si; 춘천시; 春川市), è una città della provincia sudcoreana del Sud Jeolla.

## Amministrazione

### Gemellaggi
- Kurayoshi, Giappone
- Wenatchee, Stati Uniti d'America